# Bristol Pegasus
«Брістоль Пегасус» (англ. Bristol Pegasus) — 28,72-літровий, поршневий, 9-ти циліндровий, радіальний авіаційний двигун з повітряним охолодженням виробництва британської компанії Bristol Aeroplane Company. Розробки авіаційного двигуна розпочались на початку 1930-х років на основі попередніх зразків авіадвигунів компанії Mercury та Jupiter, який згодом отримав назву «Пегасус». Двигун здобув широкого застосування як на цивільних, так і на військових літаках 1930-х — 1940-х років. Мав потужність 1 000 к.с. (750 кВт).
Подальші роботи з модернізації двигуна «Брістоль Пегасус» призвели до появи двигуна з впорскування палива Bristol Draco і дизельного двигуна Bristol Phoenix, які, однак, вироблялися невеликими партіями. Спектр застосування «Брістоль Пегасус» був обширним, він встановлювався на різні літаки, починаючи від біпланів до важких чотиримоторних літаючих човнів Short Sandringham і Short Sunderland.

## Застосування
| - ANBO IV - Blackburn Baffin - Blackburn Ripon - Blackburn Shark - Boulton Paul Mailplane - Boulton Paul Overstrand - Boulton Paul Sidestrand - Bristol Bombay - Bristol Type 118 - Bristol Type 120 - Bristol Type 138 | - Douglas DC-2 - Fairey TSR I - Fairey Seal - Fairey Swordfish - Fokker C.X - Fokker D.XXI-5 - Fokker T.V - Gloster Goring - Handley Page H.P.43 - Handley Page H.P.47 - Handley Page H.P.51 - Handley Page Hampden - Handley Page H.P.54 Harrow - Hawker Audax - Hawker Hart - Hawker Osprey | - Junkers Ju 52 - Junkers Ju 86K-4 - Koolhoven FK.52 - Letov Š-328 - LWS-6 Żubr - PZL.23 Karaś - PZL.37 Łoś - Saro London - Savoia-Marchetti SM.95 - Short Mayo Composite - Short Sandringham - Short Sunderland - Short Empire - Short Syrinx - Supermarine Stranraer - Supermarine Walrus | - Vickers Type 253 - Vickers Valentia - Vickers Vanox - Vickers Vellox - Vickers Vespa - Vickers Viastra X - Vickers Victoria - Vickers Vildebeest - Vickers Vincent - Vickers Virginia - Vickers Wellington - Vickers Wellesley - Westland Wallace - Westland Wapiti - Westland PV.7 - Westland-Houston PV-3 |